# Luerella
Lueranthos es un género monotípico de orquídeas epifitas. Su única especie: Luerella pelecaniceps (Luer) Braas, Orchidee (Hamburg), 30: 108, 1979; su basiónimo es Masdevallia pelecaniceps Luer. Es  originaria de  Panamá.

## Descripción
Es una orquídea de pequeño tamaño que prefiere el clima cálido. Es de hábitos epífitas con erecto ramicaule que está basalmente envuelto por 2 a 3 vainas tubulares y tiene una sola hoja, apical, elíptica, finamente bilobulada apicalmente, y que se estrecha gradualmente abajo en  alargados peciolos en la base de la hoja. Florece en la primavera en una inflorescencia erecta con flores solitarias que es más larga que las hojas y surge desde cerca del vértice del ramicaule y con una bráctea tubular por debajo de la mitad y una bráctea floral tubular con las flores solitarias.

## Distribución y hábitat
Se encuentra en Panamá en alturas de 850 a 1000 metros. 

## Sinonimia
- Masdevallia pelecaniceps Luer, Selbyana 3: 22 (1976) - Basiónimo
- Phloeophila pelecaniceps (Luer) Pridgeon & M.W.Chase, Lindleyana 16: 254 (2001).[1]